# Eredivisie (mannenhandbal) 1986/87
De Eredivisie is de hoogste afdeling van het Nederlandse handbal bij de heren op landelijk niveau. In het seizoen 1986/1987 werd Sittardia voor de dertiende keer landskampioen. Hercules en Enzico/Swift degradeerden naar de Eerste divisie.

## Opzet
De twaalf teams spelen in competitieverband tweemaal tegen elkaar. De nummer één mag zich landskampioen van Nederland noemen, de nummers elf en twaalf degraderen naar de eerste divisie.

## Teams
| Club                | Plaats   | Provincie     |
| ------------------- | -------- | ------------- |
| Aalsmeer            | Aalsmeer | Noord-Holland |
| NCR/Blauw-Wit       | Neerbeek | Limburg       |
| HAKA/E&O            | Emmen    | Drenthe       |
| Hotelplan/Hellas    | Den Haag | Zuid-Holland  |
| Hercules            | Hengelo  | Overijssel    |
| van Eijmeren/Hermes | Den Haag | Zuid-Holland  |
| Loreal              | Venlo    | Limburg       |
| Sittardia           | Sittard  | Limburg       |
| Swift Arnhem        | Arnhem   | Gelderland    |
| Enzico/Swift        | Roermond | Limburg       |
| Tachos              | Waalwijk | Noord-Brabant |
| Herschi/V&L         | Geleen   | Limburg       |

## Stand
| Pos | Club                | Wed | Ptn | Opmerking                      |
| --- | ------------------- | --- | --- | ------------------------------ |
| 1   | Sittardia           | 22  | 41  | Landskampioen                  |
| 2   | Herschi/V&L         | 22  | 31  |                                |
| 3   | Swift Arnhem        | 22  | 31  |                                |
| 4   | Aalsmeer            | 22  | 28  |                                |
| 5   | Tachos              | 22  | 27  |                                |
| 6   | NCR/Blauw-Wit       | 22  | 27  |                                |
| 7   | Hotelplan/Hellas    | 22  | 24  |                                |
| 8   | HAKA/E&O            | 22  | 19  |                                |
| 9   | Loreal              | 22  | 17  |                                |
| 10  | van Eijmeren/Hermes | 22  | 12  |                                |
| 11  | Hercules H          | 22  | 5   | Degradatie naar eerste divisie |
| 12  | Enzico/Swift        | 22  | 2   | Degradatie naar eerste divisie |

## Beslissingswedstrijd
Omdat Herschi/V&L en Swift Arnhem beide om een gelijk aantal punten op de tweede plek eindigden, werd door middel van een beslissingswedstrijd bepaald wie mocht meedoen aan het Europa Cup 3 toernooi.
| 26 april 1987 | Herschi/V&L | 21 - 18 | Swift Arnhem | Weert |
| 26 april 1987 |             |         |              | Weert |
| 26 april 1987 |             |         |              | Weert |